# Kostandenets
Kostandenets (bulgariska: Костанденец) är ett distrikt i Bulgarien.   Det ligger i kommunen Obsjtina Tsar Kalojan och regionen Razgrad, i den nordöstra delen av landet, 250 km öster om huvudstaden Sofia.
Trakten runt Kostandenets består till största delen av jordbruksmark. Runt Kostandenets är det ganska glesbefolkat, med 36 invånare per kvadratkilometer.